# Copa de Competencia de la Liga Argentina 1933
La Copa de Competencia 1933 fue la segunda edición de este torneo.
Inspirado en la antigua Copa de Competencia Jockey Club, fue organizado por la Liga Argentina de Football, entidad disidente que instauró el profesionalismo en el fútbol argentino.
Participaron en ella todos los clubes pertenecientes al Campeonato de Primera División 1933.
Racing Club se consagró campeón invicto del torneo al vencer en la final a San Lorenzo por 4 a 0.

## Sistema de disputa
Se jugó por eliminación directa a un solo partido. En caso de empate se disputaba una prórroga de 30 minutos, o en su defecto, un segundo encuentro días más tarde.
A diferencia de la edición anterior, se escogido un sistema de doble eliminación, con rondas de ganadores y perdedores.
Todos los partidos eran disputados en sede neutral.

## Equipos
| Equipo             | Ciudad               |
| ------------------ | -------------------- |
| Argentinos Juniors | Buenos Aires         |
| Atlanta            | Buenos Aires         |
| Boca Juniors       | Buenos Aires         |
| Chacarita Juniors  | Buenos Aires         |
| Estudiantes        | La Plata             |
| Ferro Carril Oeste | Buenos Aires         |
| Gimnasia y Esgrima | La Plata             |
| Huracán            | Buenos Aires         |
| Independiente      | Avellaneda           |
| Lanús              | Lanús                |
| Platense           | Vicente López        |
| Quilmes            | Quilmes              |
| Racing Club        | Avellaneda           |
| River Plate        | Buenos Aires         |
| San Lorenzo        | Buenos Aires         |
| Talleres           | Remedios de Escalada |
| Tigre              | Victoria             |
| Vélez Sarsfield    | Buenos Aires         |

## Ronda 1
| Fecha            |                 |           |                    | Estadio               |
| ---------------- | --------------- | --------- | ------------------ | --------------------- |
| 13 de abril      | Huracán         | 2:0       | Argentinos Juniors | Ferro                 |
| 13 de abril      | Racing Club     | 1:0       | River Plate        | San Lorenzo           |
| 13 de abril      | Boca Juniors    | 7:1       | Chacarita          | River Plate           |
| 13 de abril      | Gimnasia        | 0:2       | San Lorenzo        | Independiente         |
| 13 de abril      | Independiente   | 0:2       | Estudiantes        | Boca Juniors          |
| 13 de abril      | Platense        | 1:4       | Atlanta            | Argentinos            |
| 13 y 20 de abril | Quilmes         | 1:1 y 1:0 | Ferro              | Huracán - San Lorenzo |
| 13 de abril      | Tigre           | 1:3       | Talleres (RdE)     | Platense              |
| 13 de abril      | Vélez Sarsfield | 3:1       | Lanús              | Chacarita             |

## Ronda 2
Zona de Ganadores
| Fecha            |                |           |                 | Estadio                    |
| ---------------- | -------------- | --------- | --------------- | -------------------------- |
| 15 de junio      | Estudiantes    | 1:2       | Racing Club     | Independiente              |
| 15 y 21 de junio | Huracan        | 1:1 y 2:0 | Quilmes         | Boca Juniors - San Lorenzo |
| 15 de junio      | Boca Juniors   | 1:1 wp-lp | Vélez Sarsfield | River Plate                |
| 15 de junio      | Talleres (RdE) | 2:0       | Atlanta         | Huracán                    |
| 15 de junio      | San Lorenzo    | -         | BYE             |                            |

*: Vélez es descalificado al no querer salir a jugar el tiempo de alargue, en modo de protesta contra el arbitraje.
Zona de Perdedores
| Fecha       |               |         |           | Estadio       |
| ----------- | ------------- | ------- | --------- | ------------- |
| 15 de junio | Gimnasia      | 0:6     | Lanus     | Talleres      |
| 15 de junio | Argentinos    | 0:3     | Ferro     | Independiente |
| 15 de junio | Independiente | 3:1 aet | River     | San Lorenzo   |
| 15 de junio | Platense      | 1:2     | Chacarita | Ferro         |
| 15 de junio | Tigre         | -       | BYE       |               |

## Ronda 3
Perdedores + BYE Ronda 2
| Fecha       |                 |         |             | Estadio      |
| ----------- | --------------- | ------- | ----------- | ------------ |
| 29 de junio | Chacarita       | 1:2     | Ferro       | San Lorenzo  |
| 29 de junio | Estudiantes     | 6:1     | Atlanta     | Gimnasia     |
| 29 de junio | Lanús           | 1:2     | Tigre       | River Plate  |
| 29 de junio | Independiente   | 2:1 aet | Quilmes     | Racing Club  |
| 29 de junio | Velez Sarsfield | 4:1     | San Lorenzo | Boca Juniors |

## Ronda 4
| Fecha        |                 |     |             | Estadio     |
| ------------ | --------------- | --- | ----------- | ----------- |
| 15 de agosto | Tigre           | 1:2 | Estudiantes | River Plate |
| 15 de agosto | Independiente   | 1:4 | Ferro       | San Lorenzo |
| 15 de agosto | San Lorenzo     | -   | BYE         |             |
| 15 de agosto | Vélez Sarsfield | -   | BYE         |             |

## Fase Final
|  | Cuartos de final | Cuartos de final |                 |             | Semifinal     | Semifinal     |  |             | Final           | Final           |  |
|  | 30 de agosto     | 30 de agosto     |                 |             | 12 de octubre | 12 de octubre |  |             | 26 de noviembre | 26 de noviembre |  |
|  |                  |                  |                 |             |               |               |  |             |                 |                 |  |
|  |                  |                  |                 |             |               |               |  |             |                 |                 |  |
|  | Huracán          | 2                |                 |             |               |               |  |             |                 |                 |  |
|  | Huracán          | 2                |                 |             |               |               |  |             |                 |                 |  |
|  | Talleres (RdE)   | 3                |                 |             |               |               |  |             |                 |                 |  |
|  | Talleres (RdE)   | 3                |                 | San Lorenzo | 3             |               |  |             |                 |                 |  |
|  |                  |                  |                 | San Lorenzo | 3             |               |  |             |                 |                 |  |
|  |                  |                  | Talleres (RdE)  | 1           |               |               |  |             |                 |                 |  |
|  | Ferro            | 0                | Talleres (RdE)  | 1           |               |               |  |             |                 |                 |  |
|  | Ferro            | 0                |                 |             |               |               |  |             |                 |                 |  |
|  | San Lorenzo      | 1                |                 |             |               |               |  |             |                 |                 |  |
|  | San Lorenzo      | 1                |                 |             |               |               |  | San Lorenzo | 0               |                 |  |
|  |                  |                  |                 |             |               |               |  | San Lorenzo | 0               |                 |  |
|  |                  |                  | Racing Club     | 4           |               |               |  |             |                 |                 |  |
|  | Estudiantes      | 1                | Racing Club     | 4           |               |               |  |             |                 |                 |  |
|  | Estudiantes      | 1                |                 |             |               |               |  |             |                 |                 |  |
|  | Vélez Sarsfield  | 3                |                 |             |               |               |  |             |                 |                 |  |
|  | Vélez Sarsfield  | 3                |                 | Racing Club | 1             |               |  |             |                 |                 |  |
|  |                  |                  |                 | Racing Club | 1             |               |  |             |                 |                 |  |
|  |                  |                  | Vélez Sarsfield | 0           |               |               |  |             |                 |                 |  |
|  | Racing Club      | 4                | Vélez Sarsfield | 0           |               |               |  |             |                 |                 |  |
|  | Racing Club      | 4                |                 |             |               |               |  |             |                 |                 |  |
|  | Boca Juniors     | 1                |                 |             |               |               |  |             |                 |                 |  |
|  | Boca Juniors     | 1                |                 |             |               |               |  |             |                 |                 |  |
|  |                  |                  |                 |             |               |               |  |             |                 |                 |  |

## Final
| Guardameta     | Guardameta     | Jaime Lema         |  |
| Defensa        | Defensa        | Félix Pacheco      |  |
| Defensa        | Defensa        | José Fossa         |  |
| Centrocampista | Centrocampista | Alberto Chividini  |  |
| Centrocampista | Centrocampista | Mario Scavone      |  |
| Centrocampista | Centrocampista | Cipriano Achinelli |  |
| Delantero      | Delantero      | Gabriel Magán      |  |
| Delantero      | Delantero      | Jacinto Villalba   |  |
| Delantero      | Delantero      | Petronilo          |  |
| Delantero      | Delantero      | Genaro Cantelli    |  |
| Delantero      | Delantero      | Arturo Arrieta     |  |
| DT             | DT             | Atilio Giuliano    |  |

| Guardameta     | Guardameta     | Cándido De Nicola  |  |
| Defensa        | Defensa        | José González      |  |
| Defensa        | Defensa        | Arturo Scarcella   |  |
| Centrocampista | Centrocampista | Bonelli            |  |
| Centrocampista | Centrocampista | Ángel Serramía     |  |
| Centrocampista | Centrocampista | Garrafa            |  |
| Delantero      | Delantero      | Demetrio Conidares |  |
| Delantero      | Delantero      | Vicente Zito       |  |
| Delantero      | Delantero      | Alberto Fassora    |  |
| Delantero      | Delantero      | Eduardo Leoncio    |  |
| Delantero      | Delantero      | Roberto Bugueyro   |  |
| DT             | DT             | Jenő Medgyessy     |  |

| Anotado           | 8'  | Fassora   |
| Anotado · Autogol | 36' | Pacheco   |
| Anotado           | 52' | Conidares |
| Anotado           | 66' | Fassora   |

| Árbitro | ¿? |

| Guardameta     | Guardameta     | Jaime Lema         |  |
| Defensa        | Defensa        | Félix Pacheco      |  |
| Defensa        | Defensa        | José Fossa         |  |
| Centrocampista | Centrocampista | Alberto Chividini  |  |
| Centrocampista | Centrocampista | Mario Scavone      |  |
| Centrocampista | Centrocampista | Cipriano Achinelli |  |
| Delantero      | Delantero      | Gabriel Magán      |  |
| Delantero      | Delantero      | Jacinto Villalba   |  |
| Delantero      | Delantero      | Petronilo          |  |
| Delantero      | Delantero      | Genaro Cantelli    |  |
| Delantero      | Delantero      | Arturo Arrieta     |  |
| DT             | DT             | Atilio Giuliano    |  |

| Guardameta     | Guardameta     | Cándido De Nicola  |  |
| Defensa        | Defensa        | José González      |  |
| Defensa        | Defensa        | Arturo Scarcella   |  |
| Centrocampista | Centrocampista | Bonelli            |  |
| Centrocampista | Centrocampista | Ángel Serramía     |  |
| Centrocampista | Centrocampista | Garrafa            |  |
| Delantero      | Delantero      | Demetrio Conidares |  |
| Delantero      | Delantero      | Vicente Zito       |  |
| Delantero      | Delantero      | Alberto Fassora    |  |
| Delantero      | Delantero      | Eduardo Leoncio    |  |
| Delantero      | Delantero      | Roberto Bugueyro   |  |
| DT             | DT             | Jenő Medgyessy     |  |

| Anotado           | 8'  | Fassora   |
| Anotado · Autogol | 36' | Pacheco   |
| Anotado           | 52' | Conidares |
| Anotado           | 66' | Fassora   |

| Árbitro | ¿? |

|                                 |
|                                 |
| Campeón Racing Club 1.er título |

| Predecesor: 1932 Campeón: River Plate | II Copa de Competencia de la Liga Argentina 1933 Campeón: Racing Club | Sucesor: Ninguna |